# Sveriges generalkonsulat i London
Sveriges generalkonsulat i London var Sveriges diplomatiska beskickning i London mellan 1850 och 1973. Generalkonsulatet hade sitt ursprung i det konsulat som öppnade 1722 som omvandlades generalkonsulat 1850. Generalkonsulatets arbetsuppgifter var bland annat konsulära tjänster, främjande av handelsrelationer, kulturella och politiska relationer, frågor rörande sjöfartsnäringen med mera.
Generalkonsulatets distrikt omfattade till en början av Storbritannien och Irland. Distriktet utgjorde senare Storbritannien och Nordirland samt tillhörande öar. 1973 uppgick generalkonsulatet i beskickningen.

## Historia
1772 upprättades ett konsulat i London med Storbritannien och Irland som verksamhetsområde. Konsulns inkomster enligt Kunglig Majestäts beslut den 18 januari 1786 utgjordes av lästavgifter efter en taxa, som enligt Kommerskollegium cirkulär 21 augusti 1833 skulle under dåvarande konsulns tjänstetid fortfarande tillämpas (jfr kungligt brev den 29 juni 1833). Konsulatets, vars distrikt enligt beslut den 1 oktober 1823 skulle omfatta Storbritannien och Irland samt kringliggande öar, bibehölls genom kungligt brev den 25 maj 1850, som ett generalkonsulat för Storbritannien och Irland. Genom kungligt brev den 14 april 1869 fick generalkonsuln fast lön (6 000 riksdaler Hamburger banco utom kontorsanslag), varjämte till hans biträden anställdes följande avlönade tjänstemän:
vicekonsul, tillika sekreterare (lön 2 500 riksdaler Hamburger banco), kanslist, tillika räkenskapsförare och registrator (lön 1 500 2 500 riksdaler Hamburger banco), två kontorister (lön för vardera 1 000 riksdaler Hamburger banco). Genom kungligt brev den 26 oktober 1877 inskränktes generalkonsulatets distrikt till det egentliga England och Irland och lönerna anvisades i svenskt mynt, så att generalkonsuln erhöll 24 000 kr, vicekonsuln 10 000, kanslisten 6 000 och de båda kontoristerna 4 000 kr vardera. Generalkonsuln uppbar dock 1907–1913 ett personligt lönetillägg av 3 000 kr. Kontoristtjänsterna indrogs 1906 och övriga löner nedsattes, men höjdes åter vid 1910 års riksdag, så att de utgjorde för generalkonsuln 21 000 kr, för vicekonsuln 9 000 kr (från 7 200) och för kanslisten 5 500 utom fyra ålderstillägg å 300 kr. (förut 3,600), varjämte lönen för den andrekanslistsyssla, som inrättats 1909, samma år höjdes från 3 600 till 4 000 kronor (och ålderstillägg lika med förste kanslistens). Sistnämnda lön höjdes 1913 ytterligare till 4 500 kronor.
Generalkonsulatet överfördes till ambassaden 1973. Generalkonsulatet stod vakant från 31 juli samma år.

## Arbetsuppgifter
Generalkonsulatet arbetsuppgifter var bland annat handläggning av pass- och viseringsärenden, upplysningsverksamhet, frågor sammanhängande med sjöfartsnäringen m.m.

## Distrikt
Generalkonsulatets distrikt enligt beslut den 1 oktober 1823 skulle omfatta Storbritannien och Irland samt kringliggande öar. Vid generalkonsulatets stängning 1973 omfattade dess distrikt Storbritannien och Nordirland samt tillhörande öar.

## Byggnader

### Kansli
Den 29 peptember 1910 flyttade generalkonsulatets kansli till 63 Finsbury Pavement i London Borough of Islington. I slutet av september 1919 flyttade kansliet till 329 High Holborn i Holborn, Central London. Det kvarstannade där tills 1947. År 1948 flyttade kansliet till 14 Trinity Square, bredvid Byward Street i City of London. I samma hus var Svenska handelskammaren i Storbritannien beläget sedan 1921.
År 1949 var adressen 27 Portland Place i Marylebone, på samma plats som svenska ambassaden, men från 1950 var adressen igen 14 Trinity Square. Det kvarstannade på denna plats tills 1969. År 1969 skulle huset säljas och handelskammaren flytta till nya modernare lokaler. Från 1970 tills generalkonsulatets stängning tre år senare var det beläget på samma adress om den svenska ambassaden på 23 North Row i Mayfair, rak över gatan från Marble Arch.

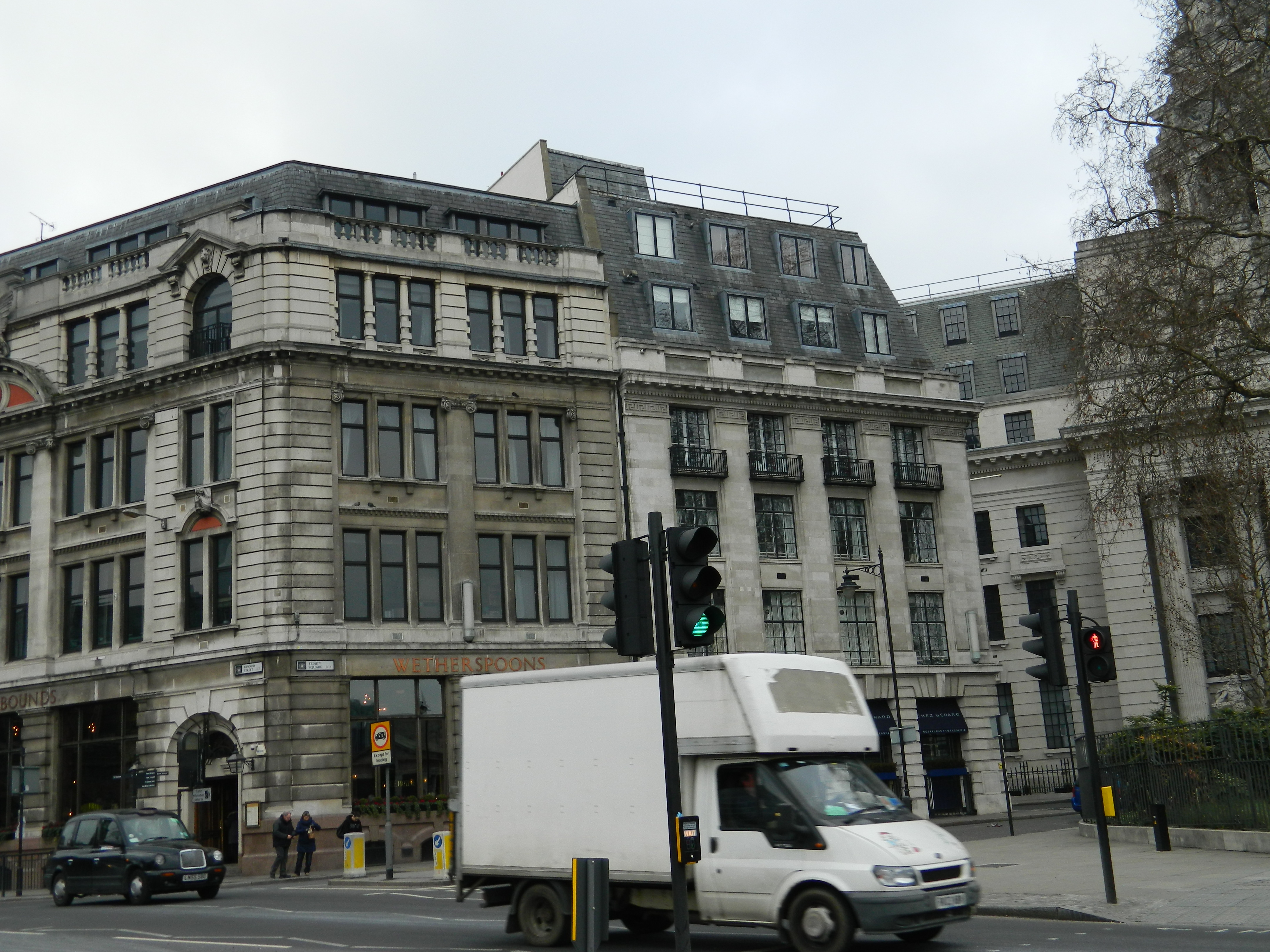
14 Trinity Square (1948–1969)

### Residens
Från åtminstone 1965 till åtminstone 1968 var residenset beläget vid 58 Melton Court.

## Beskickningschefer
| Namn                   | Period                              | Titel                           | Noter                    | Ref           |
| ---------------------- | ----------------------------------- | ------------------------------- | ------------------------ | ------------- |
| Jonas Alströmer        | 6 november 1722 – 11 september 1739 | Konsul                          |                          | [ 3 ]         |
| Peter Christian Algehr | 12 mars 1772 – 20 november 1776     | Konsul                          |                          | [ 3 ]         |
| Claes Grill            | 7 augusti 1777 – 15 mars 1815.      | Generalkonsul                   | Generalkonsul från 1786. | [ 3 ] [ 19 ]  |
| Charles Tottie         | 15 mars 1815 – 14 december 1869     | Konsul                          |                          | [ 3 ]         |
| Theodor Willerding     | 20 maj 1870 – 31 augusti 1877       | Konsul                          |                          | [ 3 ]         |
| Ole Richter            | 7 juni 1878 – 26 juni 1884          | Generalkonsul                   |                          | [ 3 ]         |
| Magnus Björnstjerna    | 31 oktober 1884 – 9 januari 1886    | Tillförordnad generalkonsul     |                          | [ 3 ]         |
| Carl Juhlin-Dannfelt   | 9 januari 1886 – 30 oktober 1898    | Generalkonsul                   |                          | [ 3 ]         |
| Daniel Danielsson      | 24 oktober 1899 – 31 december 1913  | Generalkonsul                   |                          | [ 3 ]         |
| Adolf Berencreutz      | 31 december 1913 – 31 december 1917 | Generalkonsul                   |                          | [ 3 ] [ 20 ]  |
| Emil G. Sahlin         | 1918 – 1 februari 1944              | Generalkonsul                   |                          | [ 21 ]        |
| Constans Lundquist     | 1944–1945                           | Generalkonsul                   |                          | [ 22 ]        |
| Nils Ihre              | 1945–1949                           | Generalkonsul                   |                          | [ 12 ]        |
| Magnus Hallenborg      | 1949 – april 1960                   | Generalkonsul                   |                          | [ 23 ] [ 24 ] |
| Carl Bergenstråhle     | 1957–1960                           | Tjänsteförättande generalkonsul |                          | [ 25 ]        |
| Carl Bergenstråhle     | 1 april 1960 – 1962                 | Generalkonsul                   |                          | [ 23 ] [ 25 ] |
| Göran von Otter        | 1962–1973                           | Generalkonsul                   |                          | [ 26 ]        |

## Fotnoter
1. ↑  Adressen när generalkonsulatet stängde 1973.[1]
2. ↑  Generalkonsulatets hade sitt ursprung i det konsulat som öppnade 1722 som upphöjdes till generalkonsulat 1850.
3. ↑  Under Grills långa tjänstledighet förestods konsulatet av Carl Henrik Grill 14 maj 1805 – †12 juni 1811 och av Charles Tottie 16 november 1813 – 15 mars 1815.[3]